# Паисий I Яневец
Паисий I е православен духовник и печки патриарх от 1614 до 1647 години, или в продължение на 33 години. Той е един от малкото предстоятели с изключително продължително предстоятелство.
Паисий е роден в косовския град Янево. Син е на православния свещеник Димитрие. Получава образованието си в родния град и в близкия манастир Грачаница, след което постъпва за служител на печкия патриарх Йован Кантул. През 1612 г. е хиротинисан за митрополит на Липлян със седалище в Грачаница. През 1614 г. патриарх Йован е извикан в Цариград, за да отговори на обвиненията, че е сътрудничил на папата и католическите владетели, обединени в Свещена лига на папа Климент VIII по време на дългата война, и в контекста на подавеното янинско въстание.
Липлянският митрополит Паисий поема временно предстоятелството на Печката патриаршия, предполагайки че патриарх Йован няма да се върне от Константинопол. Печките епископи го избират за нов патриарх на събор, проведен на 4 октомври 1614 г. в Грачаница. Десет дни след избора му дотогавашния печки патриарх Йован умира при съмнителни обстоятелства в Константинопол, подозиран от османските власти в сътрудничество с папата и католическите владетели. Патриарх Паисий е убеден русофил и същевременно конформист за отношенията на църквата с османската власт, с което успява неимоверно да стабилизара Печката църква.
Предстоятелството на Паисий начело на Печката патриаршия е повратна точка в управлението ѝ. Като патриарх Паисий се посвещава изцяло на вътрешните ѝ дела, акцентирайки на тези в пограничните райони и онези под чужда неосманска власт. Неговите чести канонични посещения по епархиите следват уреждането на положението в Печ и патриаршеската администрация. През 1620 г. Паисий посещава изоставения манастир Жича, вземайки манастирското четириевангелие оттам, опазвайки го до възстановяването на първия архиепископски център. През следващите двадесет години навестява епархиите си, живеейки на разни места из диоцеза си, докато през 1641 г. не се установява за по-постоянно в Дечанския манастир. По време на предстоятелството на Паисий Печката патриаршия установява връзки с Руската патриаршия, развивайки оживени отношения с Руската православна църква посредством преки контакти между различни печки епархии и манастири с руската църква. Осланяйки се на горчивия опит, той е сдържан в контактите си с представители на Римокатолическата църква, както по политически, така и по религиозни причини.
Като столетник заминава на поклонение в Светите земи през 1646 г., откъдето се завръща на следващата година и умира малко след това на 2 ноември 1647 г. години в Печ. Патриарх Паисий се занимавал с издирване, събиране, преписване и подвързване на книги. Той е също така автор на две значими литературно-исторически произведения: „Животът на цар Стефан Урош“ и „Служба на император Стефан Урош“. Патриарх Паисий канонизира последният цар Стефан Урош.